# Мыльников, Борис Александрович
Борис Александрович Мыльников (2 августа 1952, Ленинград, РСФСР, СССР — 12 июня 2013, Москва, Российская Федерация) — руководитель Антитеррористического центра государств-участников СНГ (2000—2006), генерал-полковник в отставке.

## Биография
В 1975 г. окончил Ленинградский институт точной механики и оптики, Высшие курсы КГБ в Минске, Северо-Кавказский технический университет.
С 1975 г. в КГБ СССР, прошел путь от оперуполномоченного до начальника отдела по борьбе с терроризмом и экстремизмом. Являлся начальником отдела Ленинградского городского управления контрразведки,
- 1993—1995 гг. — заместитель начальника, начальник Управления ФСК (ФСБ) по Свердловской области,
- 1995—1999 гг. — начальник Управления ФСБ по Ставропольскому краю,
- 1999—2000 гг. — начальник оперативного управления,
- 2000 г. — первый заместитель начальника Департамента по защите конституционного строя и борьбе с терроризмом, начальник Управления по борьбе с терроризмом и политическим экстремизмом ФСБ РФ; неоднократно выполнял служебные задания и принимал участие в спецоперациях по освобождению заложников в Чечне,
- 2000—2006 гг. — руководитель Антитеррористического центра государств-участников СНГ.

## Награды и звания
- Награждён орденами «За заслуги перед Отечеством» IV степени и «За военные заслуги».
- Грамота Содружества Независимых Государств (28 ноября 2006 года) — за активную работу по укреплению и развитию Содружества Независимых Государств[1].